# ماريون هولاند
ماريون هولاند (بالإنجليزية: Marion Holland)‏ هي كاتبة للأطفال وكاتِبة أمريكية، ولدت في 17 يوليو 1908 في واشنطن العاصمة في الولايات المتحدة، وتوفيت في 8 أبريل 1989.